# 宝塚歌劇団56期生
宝塚歌劇団56期生（たからづかかげきだん56きせい）とは、1968年（昭和43年）に宝塚音楽学校に入学し、1970年（昭和45年）に卒業。同年、宝塚歌劇団に入団し、『四季の踊り絵巻』『ハロー!タカラヅカ』で初舞台を踏んだ70人を指す。

## 概要
入学時は72人がいたが中退1人、入団辞退者1人（石田ゆり、元歌手でなかにし礼の妻）であった。元雪組トップスターで現在は女優の麻実れい、元雪組・星組トップ娘役で現在は女優の東千晃、元花組組長の宝純子、元雪組組長の真咲佳子、元専科男役（元星組副組長）の萬あきら、元月組男役スターで在団中に死去した世れんか、元月組娘役スターの条はるき、元雪組娘役スターの城月美穂、 夏川るみ（歌手の小柳ルミ子）、七海水帆子（歌手の疋田愛子）、畠亜里紗（占星術師の水原ゆう紀）、蘭ひでき（羽田健太郎の妻。羽田紋子（在団時は風吹あゆ）の母）才玉蓮（元星組娘役の仙堂花歩の母）、美樹ひろみ（元花組男役の真輝いづみの母）が入団。

## 一覧
| 芸名         | 読み仮名          | 誕生日   | 出身地               | 出身校                     | 芸名の由来                            | 愛称                    | 役柄 | 退団年 | 備考                                                   |
| ------------ | ----------------- | -------- | -------------------- | -------------------------- | ------------------------------------- | ----------------------- | ---- | ------ | ------------------------------------------------------ |
| 明石純       | あかし じゅん     | 6月5日   | 兵庫県明石市         | 神戸山手学園               | 出生地 生月（6月）                    | かこちゃん ととこ       | 男役 | 1974年 |                                                        |
| 茜千夏       | あかね ちなつ     | 12月11日 | 東京都               | 二階堂高等学校             | 家族と友人に 相談して決定             | マミ                    | 娘役 | 1970年 |                                                        |
| 秋露路       | あき つゆじ       | 3月18日  | 宮城県仙台市         | PL学園中学校               | 尊師が命名                            | ムクちゃん キアちゃん   | 娘役 | 1971年 |                                                        |
| 朝風薫       | あさかぜ かおる   | 3月17日  | 兵庫県伊丹市         | 伊丹市立伊丹高等学校       | 白井鐵造が命名                        | タワちゃん              | 男役 | 1972年 |                                                        |
| 麻実れい     | あさみ れい       | 3月11日  | 東京都千代田区       | 東京家政学院高等学校       | 自分で考案                            | ターコ                  | 男役 | 1985年 | 俳優 夫は信元久隆                                      |
| 東千晃       | あずま ちあき     | 3月10日  | 東京都世田谷区       | 神戸松蔭学院               | 知人が命名                            | メッチ                  | 娘役 | 1982年 | 俳優                                                   |
| 和泉万里     | いずみ まり       | 3月30日  | 大阪府               | 梅花高等学校               |                                       | ヨッコ                  | 娘役 | 1978年 |                                                        |
| 宇月千佳     | うづき ちか       | 2月27日  | 兵庫県芦屋市         | 武庫川学院                 |                                       | トッコ                  | 娘役 | 1979年 |                                                        |
| 瓜生三七子   | うりゅう みなこ   | 3月14日  | 兵庫県神戸市         | 神戸女子山手学園           | 家族で考案                            | ミナコ                  | 男役 | 1974年 |                                                        |
| 江美ひろき   | えみ ひろき       | 9月18日  | 東京都渋谷区         | 立教女学院                 |                                       | エミ ヤノちゃん         | 男役 | 1975年 |                                                        |
| 大内しげる   | おおうち しげる   | 9月29日  | 大阪府豊中市         | 梅花高等学校               | 昭憲皇太后御歌                        | れいこ レンレン         | 男役 | 1975年 |                                                        |
| 丘さゆり     | おか さゆり       | 5月30日  | 宮城県気仙沼市       | PL学園中学校               |                                       | トモちゃん トモコちゃん | 娘役 | 1974年 |                                                        |
| 香真由       | かおり まゆ       | 5月30日  | 富山県高岡市         | PL学園                     | 尊敬する人が命名                      | クリさん                | 娘役 | 1974年 |                                                        |
| 克まさる     | かつ まさる       | 2月10日  | 東京都台東区         | 麹町学園                   | 自分で考案                            | シマ                    | 男役 | 1986年 | 改名後・克沙千世（かつ さちよ） インド舞踊家・榊原紫麻 |
| 火鳥亜紀     | かとり あき       | 8月10日  | 岐阜県岐阜市         | 加納高等学校音楽科         | 火の鳥のような 激しさから             | ルン ルミ               | 娘役 | 1973年 |                                                        |
| 加奈霞       | かな かすみ       | 11月1日  | 大阪府富田林市       | PL学園                     | 尊師が命名                            | カナエ                  | 娘役 | 1979年 | 日本舞踊・西川香澄                                     |
| 貴条ともか   | きじょう ともか   | 4月25日  | 東京都葛飾区         | 国府台女子学院             |                                       | チート                  | 男役 | 1986年 |                                                        |
| 城月美穂     | きづき みほ       | 4月25日  | 東京都               | 大山高等学校               |                                       | アッコ                  | 娘役 | 1981年 | 俳優                                                   |
| 国ちひろ     | くに ちひろ       | 12月17日 | 静岡県引佐郡         | 気賀高等学校               | 尊師が命名                            | チッチィ                | 男役 | 1980年 |                                                        |
| 邦月美岐     | くにづき みき     | 2月17日  | 長崎県諌早市         | 神戸海星女子学院高等部     |                                       | ミキ                    | 娘役 | 1980年 | 俳優                                                   |
| 湖里夏       | こざと なつ       | 1月23日  | 石川県金沢市         | 大阪渋谷高等学校           | 好きな字を集める                      |                         | 男役 | 1973年 |                                                        |
| 駒草あゆみ   | こまくさ あゆみ   | 7月21日  | 京都府京都市         | 同志社女子高等学校         | 駒草の花                              | ハルミ                  | 娘役 | 1974年 |                                                        |
| 才玉蓮       | さい ぎょくれん   | 10月1日  | 兵庫県神戸市         | 生田中学校                 |                                       | エイコ エッちゃん       | 娘役 | 1974年 | 娘は仙堂花歩                                           |
| 里美あきら   | さとみ あきら     | 12月9日  | 大阪府大阪市         | 羽衣学園                   | 自分で考案                            | モツ                    | 男役 | 1987年 |                                                        |
| 紫賀みどり   | しが みどり       | 7月15日  | 神奈川県逗子市       | 横浜翠嵐高等学校           | 両親が考案                            | ミドリちゃん            | 娘役 | 1980年 |                                                        |
| 重たくみ     | しげ たくみ       | 4月10日  | 大阪府箕面市         | 池田高等学校               |                                       | ヤマ                    | 男役 | 1973年 |                                                        |
| 紫乃右行     | しの うゆき       | 6月21日  | 東京都               | 大妻学院                   |                                       | ウラ                    | 男役 | 1976年 |                                                        |
| 島ゆり       | しま ゆり         | 1月17日  | 大阪府堺市           | 樟蔭高等学校               |                                       | ユーコ                  | 娘役 | 1978年 |                                                        |
| 紫水晶       | しみず あきら     | 5月4日   | 神奈川県横浜市       | 宣真高等学校               | 宝石の名言葉で 「誠実」を表す         | ガイ ヘチョ             | 男役 | 1974年 |                                                        |
| 珠里みさ     | じゅり みさ       | 9月27日  | 兵庫県神戸市         | 羽衣学園高等学校           |                                       | ジュンちゃん            | 娘役 | 1973年 |                                                        |
| 条はるき     | じょう はるき     | 4月30日  | 東京都世田谷区       | 立教女学院                 |                                       | ミヤイ ユリちゃん       | 男役 | 1985年 | 後に娘役に転向                                         |
| 寿美夏子     | すみ なつこ       | 8月28日  | 岐阜県岐阜市         | 加納高等学校               | 家族で考案                            | ミツヨ                  | 男役 | 1987年 | 日本舞踊・藤間晃寿                                     |
| 世れんか     | せい れんか       | 1月30日  | 東京都大田区         | 調布学園                   | 「一世一代の恋歌」より 郷ちぐさが命名 | ハム                    | 男役 | 1980年 | 在団中に死去                                           |
| 千かほる     | せん かおる       | 2月16日  | 大阪府大阪市         | 大阪市立東中学校           |                                       | カツコ カッコ           | 娘役 | 1972年 |                                                        |
| 曹金玲       | そう きんれい     | 1月18日  | 中国                 | 台湾世界新聞専校           | 本名                                  | チンリン                | 娘役 | 1970年 |                                                        |
| 貴ひろき     | たか ひろき       | 3月14日  | 兵庫県神戸市         | 神戸女学院                 |                                       |                         | 男役 | 1972年 |                                                        |
| 宝純子       | たから じゅんこ   | 12月7日  | 東京都文京区         | 竹早高等学校               |                                       | レモン                  | 男役 | 1990年 |                                                        |
| 直ほのか     | なお ほのか       | 3月3日   | 広島県広島市         | 昭和女子大学附属高等学校   |                                       | ニイミちゃん チョク     | 娘役 | 1975年 |                                                        |
| 夏川るみ     | なつかわ るみ     | 7月2日   | 福岡県福岡市         | 筑紫女学園中学校           |                                       |                         | 娘役 | 1970年 | 歌手の小柳ルミ子                                       |
| 菜津木まさ   | なつき まさ       | 7月13日  | 大阪府豊中市         | 梅花学園                   | 尊師が命名                            |                         | 男役 | 1973年 |                                                        |
| 名鶴ひとみ   | なづる ひとみ     | 5月26日  | 愛知県名古屋市       | 金城学院高等学校           | 姉の芸名                              | ひとみ オックン         | 娘役 | 1972年 | 姉は名鶴加代 名古屋市内で1982年にダンススタジオを開業  |
| 七海水帆子   | ななうみ みほこ   | 8月11日  | 広島県広島市         | 立正学園高等学校           |                                       | アイコ アイちゃん       | 娘役 | 1976年 | シャンソン歌手・疋田愛子                               |
| 南城みき     | なんじょう みき   | 9月25日  | 神奈川県川崎市       | カリタス学園               | 知人と考案                            | クーちゃん              | 男役 | 1973年 |                                                        |
| 畠亜里紗     | はた ありさ       | 8月30日  | 大阪府箕面市         | 被昇天学院                 | 好きな名・亜里紗                      | ユバちゃん              | 娘役 | 1971年 | 俳優・歌手・占星術師の水原ゆう紀                       |
| 華かれん     | はな かれん       | 3月5日   | 東京都               | 竹早高等学校               |                                       | ドルちゃん やよい       | 娘役 | 1973年 | 声優                                                   |
| 英里絵       | はなぶさ りえ     | 7月22日  | 大阪府豊中市         | 神戸女学院                 |                                       | アケミ                  | 娘役 | 1976年 |                                                        |
| 春宮えり     | はるみや えり     | 4月10日  | 大阪府大阪市         | 相愛学園                   |                                       | ツイシ                  | 娘役 | 1974年 |                                                        |
| 萬あきら     | ばん あきら       | 12月21日 | 静岡県静岡市         | 親和女子学園               |                                       | ケイ                    | 男役 | 2010年 | 定年退団                                               |
| 秀なつき     | ひで なつき       | 6月2日   | 大阪府池田市         | 渋谷高等学校               | 母と相談                              | ノンコ                  | 男役 | 1974年 |                                                        |
| 藤京子       | ふじ きょうこ     | 7月26日  | 兵庫県芦屋市         | 仁川学院                   | 本名と 古都に因む                     |                         | 娘役 | 2009年 |                                                        |
| 北條ゆかり   | ほうじょう ゆかり | 9月29日  | 神奈川県横須賀市     | 横浜国立大学附属鎌倉中学校 | 家紋                                  | ロコ                    | 娘役 | 1974年 |                                                        |
| 星すばる     | ほし すばる       | 5月31日  | 大阪府大阪市天王寺区 | 高取台中学校               | 「枕草子」                            | スバル                  | 男役 | 1977年 |                                                        |
| 真咲佳子     | まさき けいこ     | 8月7日   | 大阪府池田市         | 池田高等学校               | 本名                                  | コヤ                    | 男役 | 1991年 |                                                        |
| 松方里佳     | まつかた りか     | 8月27日  | 神奈川県横須賀市     | 鷗友学園                   |                                       | ミエ                    | 娘役 | 1979年 |                                                        |
| 眉あかり     | まゆ あかり       | 10月8日  | 神奈川県横浜市       | 山脇学園                   |                                       | トシミ トッチャン       | 娘役 | 1973年 |                                                        |
| 麻里央さち   | まりお さち       | 1月26日  | 福岡県福岡市博多区   | 福岡女学院                 | 自分で考案                            | サカ                    | 男役 | 1976年 |                                                        |
| 美央まりな   | みお まりな       | 3月12日  | 大阪府               | 梅花高等学校               | 家族で考案                            | ハツミ ハッちゃん       | 娘役 | 1972年 |                                                        |
| 美樹ひろみ   | みき ひろみ       | 10月22日 | 東京都渋谷区         | 女子学院                   | 樹が美しく 伸び広がるように           | ハクちゃん              | 娘役 | 1981年 | 娘は真輝いづみ                                         |
| 水樹亜衣     | みずき あい       | 2月12日  | 東京都杉並区         | 東京家政学院               |                                       | フル フルケイ           | 男役 | 1974年 |                                                        |
| 水里ゆたか   | みずさと ゆたか   | 10月5日  | 兵庫県伊丹市         | 園田学園高等学校           |                                       | オミズ                  | 男役 | 1973年 |                                                        |
| 美竹英里     | みたけ えり       | 7月26日  | 東京都板橋区         | 山脇学園                   | 恩師が命名                            | ミッコ タロー           | 男役 | 1976年 |                                                        |
| 美奈瀬杏     | みなせ きょう     | 11月3日  | 東京都               | 白百合学園                 |                                       | サチ サッチ             | 娘役 | 1970年 |                                                        |
| 美原真千子   | みはら まちこ     | 12月5日  | 福岡県               | PL学園中学校               | 尊敬する人が命名                      | チー                    | 娘役 | 1971年 |                                                        |
| 美々はるみ   | みみ はるみ       | 3月14日  | 神奈川県藤沢市       | 神奈川県立藤沢高等学校     |                                       | デコ                    | 娘役 | 1972年 |                                                        |
| 武蔵野三千代 | むさしの みちよ   | 8月11日  | 東京都台東区         | 共立女子学園高等学校       | 出身地                                | ノブちゃん              | 男役 | 1974年 |                                                        |
| 山奈由佳     | やまな ゆか       | 5月10日  | 広島県広島市         | 梅花高等学校               |                                       | ナッコ                  | 男役 | 1980年 | 後に娘役に転向                                         |
| 祐樹叶       | ゆうき かなえ     | 6月8日   | 兵庫県西宮市         | 甲子園学院高等部           |                                       | ヒーコ                  | 男役 | 1976年 |                                                        |
| 蘭ひでき     | らん ひでき       | 1月2日   | 東京都               | 川村学園                   |                                       | ニッキ                  | 男役 | 1971年 | 夫は羽田健太郎 娘は風吹あゆ                            |
| 若ちとせ     | わか ちとせ       | 3月25日  | 大阪府大阪市         | 聖母女学院高等科           | 尊師が命名                            | タカチャン              | 娘役 | 1974年 |                                                        |
| 若月香       | わかづき かおる   | 12月2日  | 大阪府池田市         | 池田中学校                 | 知人が命名                            | ピョン                  | 男役 | 1981年 |                                                        |